# メリチン
メリチン （英：Melittin）はミツバチの毒の主成分を占めるペプチドである。両親媒性を持ち、細胞膜に取り込まれ膜孔形成、溶血、発痛作用を示すほか、抗微生物ペプチドとしての活性もある。

## 構造
メリチンはジスルフィド結合を持たない塩基性の小分子ペプチドである。N末端は疎水性、C末端は親水性であり、両親媒性を示す。水中では四量体を形成して存在する一方、細胞膜にも自発的に取り込まれる。

## 作用機序
メリチンはミツバチ毒の主要な構成要素であり、乾燥重量の40–60%を占める。メリチンを人や動物に注射すると、痛みが引き起こされる。メリチンは細胞膜の脂質二重層に取り込まれて孔を形成し（膜孔形成）、赤血球を破壊する（溶血）などする。その他、様々な機構により侵害受容器（痛みの受容器）の細胞を刺激する。
メリチンは温度感受性のTRPV1チャネルをシクロオキシゲナーゼ経路の代謝産物を介して開くことができ、それにより侵害受容器のニューロンを脱分極する。 また、膜孔形成作用により炎症誘発性サイトカインの放出を誘導する。そのほか、メリチンはGタンパク質共役受容体を介してTRPチャネルの開放を誘導する。侵害受容器の細胞にあるNav1.8とNav1.9というナトリウムチャネルを活性化することで痛みを引き起こすことも知られる。
メリチンはプロテインキナーゼCや、Ca2+/カルモジュリン依存性プロテインキナーゼII、ミオシン軽鎖キナーゼ、 Na+/K+-ATPアーゼ（シナプトソーム膜上）などの酵素を阻害することが知られる。また、ナトリウムポンプやプロトンポンプをブロックすることも知られる。

## 機能
ミツバチの毒（アピトキシン）の主な機能はミツバチの巣に脅威となる外敵に痛みを感じさせ、その組織を破壊することである。しかし、メリチンは同時に抗微生物ペプチドとして微生物の生育抑制、抗菌作用も持つ。実際ミツバチにおいてメリチンは毒腺でだけでなく、病原体への感染時には他の組織でも発現する。メリチンおよび同様に感染時に高発現する毒素であるセカピンは、感染症に対する免疫応答にも機能しているのではないかと推測されている。

## 利用
伝統医学においてハチ毒を利用した蜂針療法（Bee venom therapy）が様々な疾患の治療に利用されてきたが、非特異的な毒性が認められるため科学的な研究例は限られている。